# 可児市立広陵中学校
可児市立広陵中学校（かにしりつ こうりょうちゅうがっこう）は、岐阜県可児市にある公立の中学校。

## 沿革
- 1986年（昭和61年）4月 - 西可児中学校より分離し、開校。

## 通学区域[1]
- 西帷子
- 菅刈
- 東帷子（中切）
- 長坂1丁目、2丁目、3丁目、4丁目
- 緑
- 鳩吹台
- 虹ケ丘
- 帷子新町

## 進学前小学校
- 帷子小学校